# Повітряне командування «Південь»
Повітряне командування «Південь» (ПвК «Південь», в/ч А0800) — оперативне об'єднання Повітряних сил Збройних сил України у південній частині території України (Автономна Республіка Крим та місто Севастополь, також Миколаївська, Одеська, Херсонська та частково Дніпропетровська, Кіровоградська та Запорізька області). Правонаступник 5-го авіаційного корпусу Військово-повітряних сил та  60-го корпусу протиповітряної оборони.
Основними завданнями ПвК «Південь» є цілодобова охорона державного кордону в повітряному просторі та надійне прикриття від ударів з повітря адмінцентрів, великих промислово-економічних районів, Південноукраїнської АЕС, об’єктів Дніпровського каскаду ГЕС, а також важливих комунікацій і військових об’єктів на Півдні України.

## Історія
2004 року в ході реформування Збройних сил України, Військово-повітряні сили і війська протиповітряної оборони були об'єднанні у єдиний вид — Повітряні сили ЗС України. На фондах 5-го авіаційного корпусу і 60-го корпусу ППО створено повітряне командування «Південь» у м. Одеса.

## Зона відповідальності

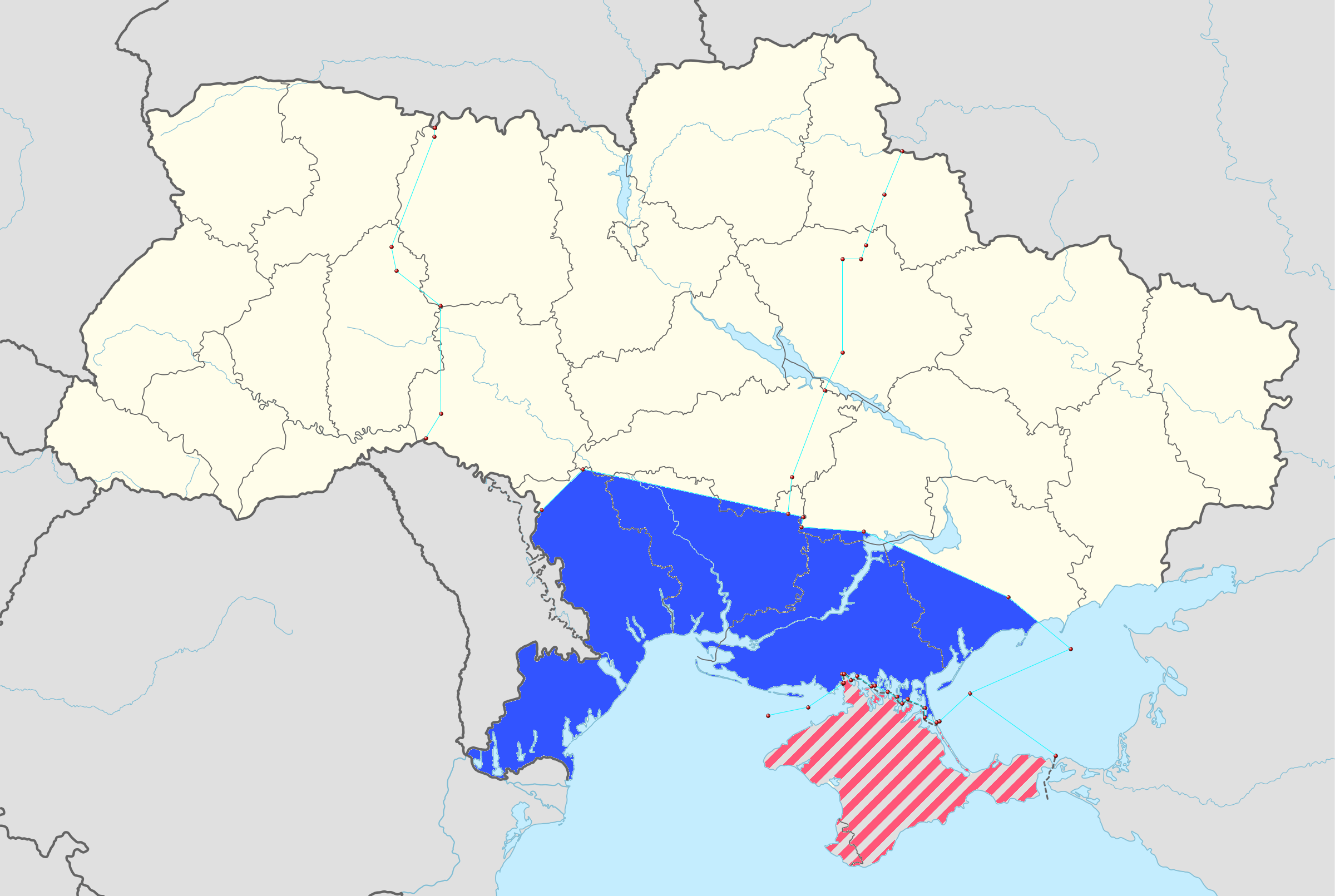
Зона відповідальності з 23 січня 2017

### Поточна (з 23 січня 2017)
Військово-повітряна зона «Південь» є зоною відповідальності повітряного командування «Південь». Визначається точками:
- 47°48'19" пн. ш. 29°17'22" сх. д.
- по лінії державного кордону України з Республікою Молдова до найближчої точки державного кордону України з Румунією на суші, далі по лінії державного кордону України з Румунією по зовнішній межі територіального моря України у Чорному морі
- 45°49'44" пн. ш. 32°32'49" сх. д.
- 45°54'30" пн. ш. 33°07'30" сх. д.
- 46°08'07" пн. ш. 33°37'00" сх. д.
- 46°08'27" пн. ш. 33°38'19" сх. д.
- 46°13'35" пн. ш. 33°36'57" сх. д.
- 46°13'49" пн. ш. 33°38'52" сх. д.
- 46°11'09" пн. ш. 33°44'34" сх. д.
- 46°12'20" пн. ш. 33°49'51" сх. д.
- 46°06'37" пн. ш. 34°02'00" сх. д.
- 46°07'02" пн. ш. 34°05'14" сх. д.
- 46°03'24" пн. ш. 34°16'06" сх. д.
- 46°00'44" пн. ш. 34°24'16" сх. д.
- 45°56'42" пн. ш. 34°28'31" сх. д.
- 45°59'17" пн. ш. 34°33'13" сх. д.
- 45°54'03" пн. ш. 34°48'15" сх. д.
- 45°48'40" пн. ш. 34°48'02" сх. д.
- 45°45'51" пн. ш. 34°58'21" сх. д.
- далі по адміністративній межі між Херсонською областю та Автономною Республікою Крим
- 45°46'30" пн. ш. 35°00'30" сх. д.
- по прямій лінії до точки в морі 46°02'30" пн. ш. 35°27'00" сх. д.
- по зовнішній межі прибережних морських вод Азовського моря шириною 12 морських миль, відлічуваних від лінії найбільшого відпливу як на материку, так і на островах, що належать Україні

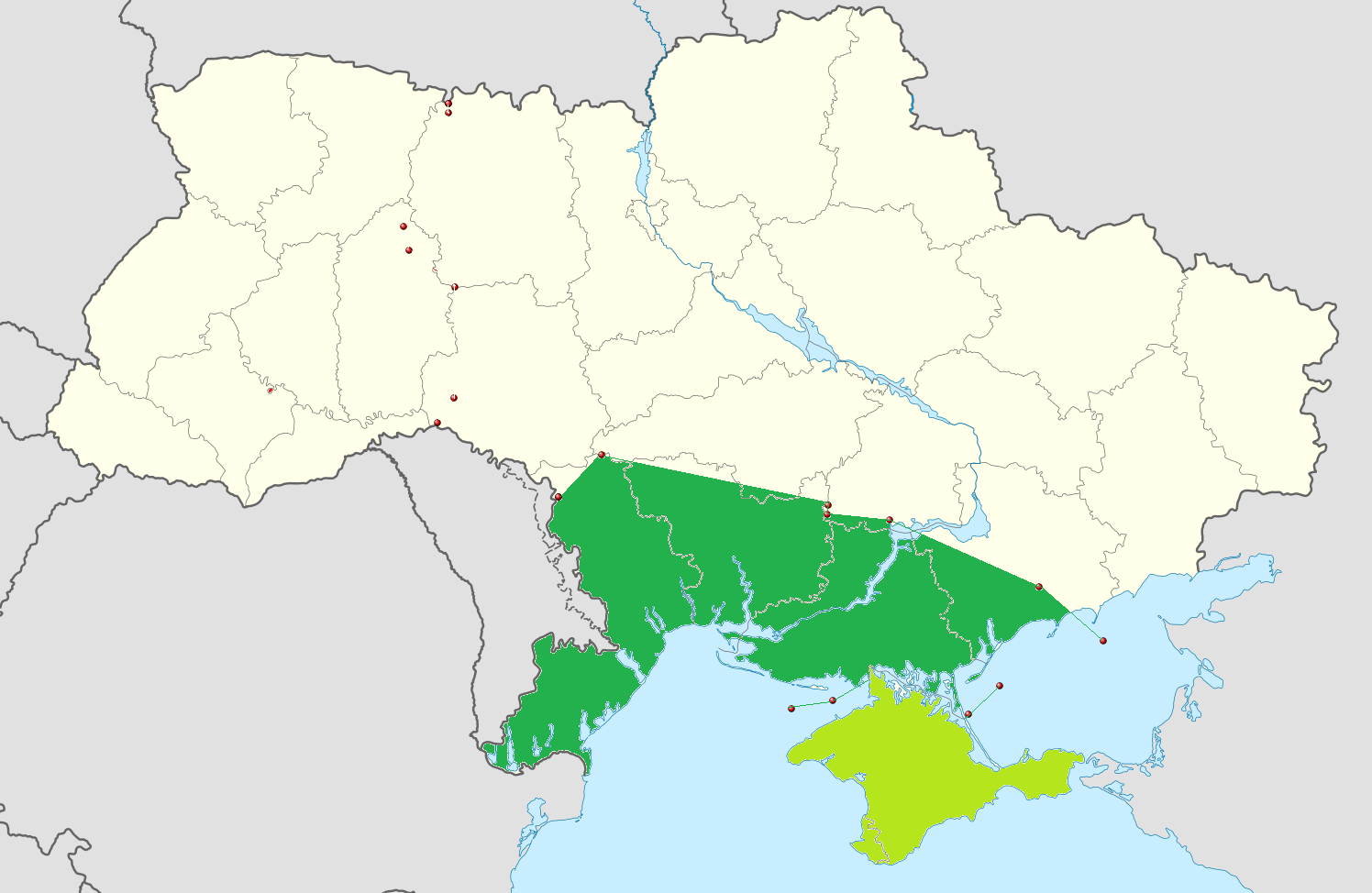
Повітряне командування «Південь» до 23 січня 2017

- до точки в морі 46°28'00" пн. ш. 36°54'00" сх. д.
- 46°58'00" пн. ш. 36°00'00" сх. д.
- 47°35'40" пн. ш. 33°55'23" сх. д.
- 47°38'25" пн. ш. 33°01'55" сх. д.
- 47°44'00" пн. ш. 33°03'00" сх. д.
- 47°46'00" пн. ш. 32°50'00" сх. д.
- 48°11'29" пн. ш. 29°53'04" сх. д.
- 47°48'19" пн. ш. 29°17'22" сх. д.

### До 23 січня 2017
- 47°48'19" пн. ш. 29°17'22" сх. д.
- 48°11'29" пн. ш. 29°53'04" сх. д.
- 47°44'00" пн. ш. 33°03'00" сх. д.
- 47°38'25" пн. ш. 33°01'55" сх. д.
- 47°35'40" пн. ш. 33°55'23" сх. д.
- 46°58'00" пн. ш. 36°00'00" сх. д.
- далі по прямій лінії до точки в морі 46°28'00" пн. ш. 36°54'00" сх. д.
- по зовнішній межі прибережних морських вод Азовського моря шириною 12 морських миль, відлічуваних від лінії найбільшого відпливу як на материку, так і на островах, що належать Україні
- 46°02'30" пн. ш. 35°27'00" сх. д.
- 45°46'30" пн. ш. 35°00'30" сх. д.
- далі по адміністративній межі між Херсонською областю та Автономною Республікою Крим
- 45°54'30" пн. ш. 33°07'30" сх. д.
- 45°49'44" пн. ш. 32°32'49" сх. д.
- по зовнішній межі територіального моря України у Чорному морі до найближчої точки державного кордону України з Румунією на суші
- по лінії державного кордону України з Румунією
- по лінії державного кордону України з Республікою Молдова
- 47°48'19" пн. ш. 29°17'22" сх. д.

### Окремий військово-повітряний район
Повітряний простір у межах окремого військово-повітряного району належить до зони відповідальності повітряного командування «Південь» з урахуванням особливостей, визначених Законом України «Про забезпечення прав і свобод громадян та правовий режим на тимчасово окупованій території України». Визначається точками:
- 46°28'00" пн. ш. 36°54'00" сх. д.
- по державному кордону України з Російською Федерацією в Азовському морі, Керченській протоці
- по зовнішній межі територіального моря України у Чорному морі
- 45°54'30" пн. ш. 33°07'30" сх. д.
- найближча точка адміністративної межі між Херсонською областю та Автономною Республікою Крим, далі по адміністративній межі між Херсонською областю та Автономною Республікою Крим
- 45°46'30" пн. ш. 35°00'30" сх. д.
- 46°02'30" пн. ш. 35°27'00" сх. д.
- далі по зовнішній межі прибережних морських вод Азовського моря шириною 12 морських миль, відлічуваних від лінії найбільшого відпливу як на материку, так і на островах, що належать Україні
- 46°28'00" пн. ш. 36°54'00" сх. д.

## Організація
До складу Повітряного командування «Південь» входять: 
- управління (Одеса)
- 43-й окремий полк зв'язку і управління (Одеса)
- 14-та радіотехнічна бригада (Одеса)
- 160-та зенітна ракетна бригада (Одеса; С-300ПС)
- 201-ша зенітна ракетна бригада (Первомайськ, Миколаївська область; С-300ПС)
- 208-ма зенітна ракетна бригада (Херсон; С-300ПС, С-300ПТ)
- 195-й центр управління та оповіщення
- 297-ма комендатура охорони та обслуговування (Одеса)
- 1194-й окремий батальйон радіоелектронної боротьби (Первомайськ, Миколаївська область)
- 28-й окремий інженерно-аеродромний батальйон (Миколаїв)
- 15-та авіаційна комендатура (Мартинівське, Миколаївська область)
- 18-та авіаційна комендатура (Одеса)
- 206-й авіаційний полігон (Києво-Олександрівське, Миколаївська область)

## Командування
- генерал-лейтенант Зуєв Павло Павлович (2008—2017)
- генерал-лейтенант Черненко Василь Іванович (з грудня 2017 по 2022?)[5]
- генерал-майор Карпенко Дмитро Володимирович (з 2022)[6][7]